# Parafia św. Marcina Biskupa w Mogilnie
Parafia św. Marcina Biskupa w Mogilnie – parafia rzymskokatolicka, znajdująca się w diecezji tarnowskiej, w dekanacie Nowy Sącz Wschód. 

## Historia parafii
Parafia w Mogilnie, której patronuje św. Marcin z Tours, powstała na początku XIV wieku, prawdopodobnie w roku 1311, choć pierwsza wzmianka o niej pojawiła się dopiero w 1325 roku. Po pierwszym rozbiorze Polski, od roku 1783, należy do diecezji tarnowskiej, wcześniej zaś podporządkowana była biskupstwu krakowskiemu. Początkowo należała do Dekanatu Bobowskiego (do 1928 r.), następnie do Dekanatu Grybowskiego (do 1970 r.) a po utworzeniu nowego Dekanatu Nowy Sącz Południe, parafia została włączona w jej granice. Obecnie parafia św. Marcina w Mogilnie należy do Dekanatu Nowy Sącz Wschód. Pierwotnie parafia obejmowała miejscowości: Mogilno, Koniuszowa, Posadowa i Łęka, która od 1784 roku należy do parafii w Siedlcach. W 1820 roku parafię w Mogilnie zamieszkiwało 789 katolików i 10 osób innego wyznania. Do roku 1918 liczba katolików zwiększyła się do 1643 osób. W chwili obecnej parafia liczy około 2600 wiernych. 
Przy parafii istniały szkoła (od 1513 roku) i szpital (od 1608). W późniejszych czasach istniały już trzy szkoły ludowe: w Mogilnie, Koniuszowej i Posadowej. W czasie I wojny światowej parafia nie doznała większych zniszczeń. Podczas II wojny światowej na terenie parafii działały: grupa partyzancka AK i AL. W odpowiedzi na działania okupanta mieszkańcy Mogilna stosowali różne formy działalności propagandowej, dlatego tutejsza okolica była pod ich czujną opieką. Jednym z pierwszych proboszczów tutejszej parafii był ks. Jakub Kurek. Najdłużej pracującymi kapłanami w tej parafii byli: ks. Maciej Komperda (1888 – 1924), ks. Jakub Luraniec (1925 – 1965) i ks. Stanisław Mostek (1965-1988). Od roku 1988 do 2010 roku proboszczem był ks. Leszek Kozioł. Od 2010 roku funkcję proboszcza parafii w Mogilnie pełni ks. Emil Myszkowski.
Pierwszy kościół parafialny pod wezwaniem św. Jana Chrzciciela został wybudowany prawdopodobnie w XIV wieku. Około 1558 roku uległ pożarowi. Po pożarze zbudowano kaplicę z kamienia pod wezwaniem św. Anny, która stoi do chwili obecnej. Nowy kościół pod wezwaniem św. Marcina Biskupa z Tours, został wybudowany ok. 1765 roku, a gruntownie odnowiony w 1891 roku. Jest to kościół drewniany, modrzewiowy. Choć patronem parafii i kościoła jest św. Marcin, to jednak od początku parafianie szczególną czcią otaczali Święty Krzyż. Dlatego w 1992 roku z inicjatywy księdza proboszcza Leszka Kozioła, rozpoczęto prace budowlane nowej świątyni pod wezwaniem Podwyższenia Krzyża Świętego. Wmurowanie kamienia węgielnego nastąpiło 14. września 1993 roku, którego dokonał biskup tarnowski Józef Życiński. Poświęcenia nowej świątyni, w przeddzień uroczystości patronalnych kościoła, 13. września 2003 roku dokonał ówczesny biskup ordynariusz tarnowski Wiktor Skworc.

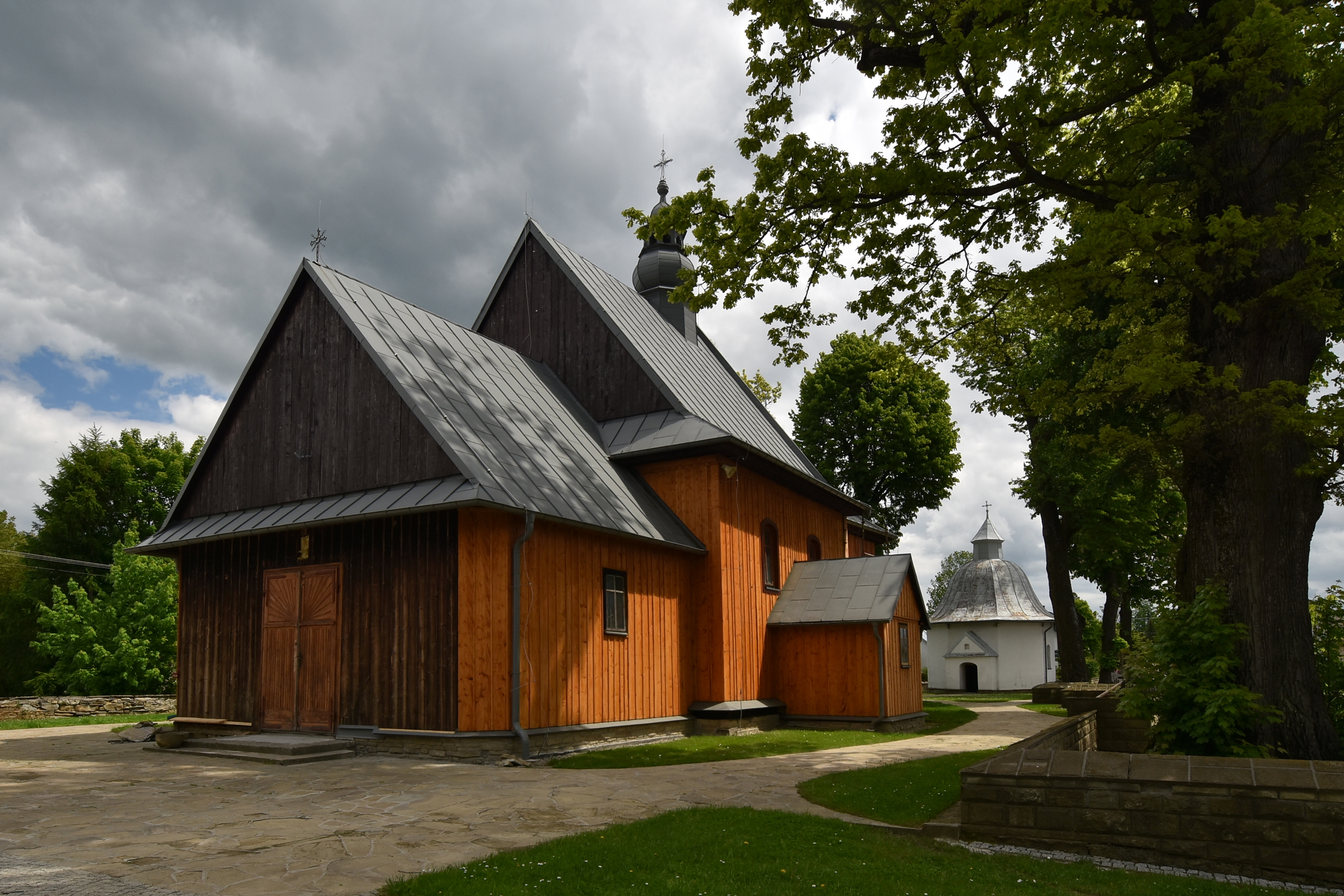
Dawny zabytkowy kościół parafialny